# Бургау
Бургау (њем. Burgau) град је у њемачкој савезној држави Баварска. Једно је од 34 општинска средишта округа Гинцбург. Према процјени из 2010. у граду је живјело 9.307 становника. Посједује регионалну шифру (AGS) 9774121.

## Географски и демографски подаци
Бургау се налази у савезној држави Баварска у округу Гинцбург. Град се налази на надморској висини од 462 метра. Површина општине износи 25,9 km². У самом граду је, према процјени из 2010. године, живјело 9.307 становника. Просјечна густина становништва износи 359 становника/km².

## Међународна сарадња
| Мјесто | Држава   | Врста сарадње | Од    |
| ------ | -------- | ------------- | ----- |
| Бургау | Аустрија | партнерство   | 1982. |
| Извор  |          |               |       |